# Schiaffo di Anagni

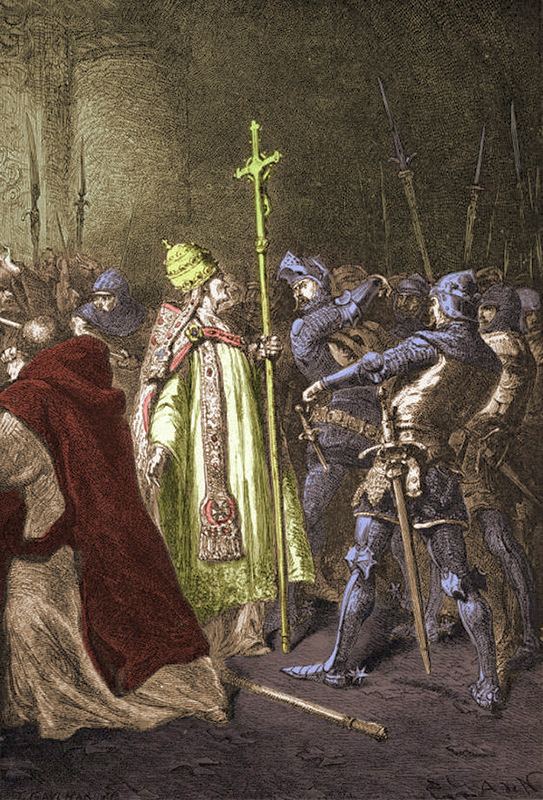
L'oltraggio di Sciarra Colonna a Bonifacio VIII, incisione francese del XIX secolo

Lo schiaffo o oltraggio di Anagni fu l'umiliazione inflitta a Bonifacio VIII nella cittadina laziale il 7 settembre 1303 nella Cattedrale di Anagni. Il papa si trovava nei locali annessi alla Cattedrale di Anagni (Antico episcopio e Canonica) quando venne raggiunto dagli assalitori e lì umiliato e imprigionato. Si trattò in realtà non tanto di uno schiaffo materiale, quanto piuttosto di un oltraggio morale, anche se la leggenda attribuisce a Giacomo Sciarra Colonna l'atto concreto di schiaffeggiare il papa.

## Storia
Nel 1303 Guglielmo di Nogaret, membro del Consiglio di Stato di Francia, si trovava in Italia in missione diplomatica per conto di Filippo IV. L'esatto incarico di Nogaret è ignoto anche se si ritiene che dovesse notificare al Papa la convocazione di un concilio dei vescovi francesi al Louvre, dove il Papa sarebbe stato sottoposto a un processo, con l'ordine di obbligarlo a indire questo concilio, o addirittura di arrestarlo e condurlo con la forza a Parigi.
Avuta notizia il 2 settembre 1303 che ad Anagni il Papa avrebbe pubblicato la bolla papale Super Petri solio, con lo scopo di scomunicare il re di Francia Filippo IV, Nogaret si diresse verso la città, unendosi alle forze di Giacomo Colonna, detto "Sciarra". Nogaret e Sciarra, a capo dei loro armati si introdussero ad Anagni poco prima dell'alba del 7 settembre, trovando le porte della città aperte verosimilmente grazie alla complicità di alcuni abitanti. Il tradimento da parte degli anagnini sembrerebbe confermato anche dall'appoggio dato dalle autorità e dall'intera cittadinanza alle truppe di Nogaret e Sciarra; il popolo si riunì nella piazza principale per eleggere il proprio capitano, Adinolfo di Mattia, a sostegno degli oppositori del Papa. Nel frattempo i soldati guidati da Sciarra saccheggiarono il quartiere Caetani e assediarono i palazzi dei Caetani, tra cui quello del papa (chiamato oggi Palazzo Traietto) e quello del nipote Pietro II Caetani (archi su Via Vittorio Emanuele, da non confondere con quello che nel XXI secolo è detto palazzo di Bonifacio VIII).
Il Pontefice fu raggiunto nell'episcopio annesso alla Cattedrale (non più esistente) e sottoposto a varie angherie e privazioni. Sembra, a questo punto, che Guglielmo di Nogaret e Colonna cercassero di costringere il Papa, oltreché a ritirare la bolla, anche ad abdicare oppure a seguirli a Parigi; i due avrebbero però avuto dubbi ed esitazioni. Accadde così che, dopo due giorni di prigionia, Bonifacio VIII venisse liberato dagli anagnini, che presero le difese del pontefice loro concittadino, ribellandosi ai congiurati. Una volta liberato, il Papa, dopo aver benedetto e ringraziato gli anagnini, rientrò rapidamente a Roma. In ogni caso la morte di Bonifacio, un solo mese dopo questo evento, darà poco tempo dopo il via libera al controllo della Francia sul papato e, di conseguenza, al trasferimento della sede papale ad Avignone.

## La Commedia
L'oltraggio riempì di sdegno anche molti avversari della politica di papa Bonifacio VIII, come Dante Alighieri, che, nella Divina Commedia, considerò l'offesa come rivolta a Cristo stesso, facendo dire ad Ugo Capeto:
(Purgatorio, Canto XX, vv. 85-90)